# Попов, Юрий Михайлович (физик)
Ю́рий Миха́йлович Попо́в (род. 24 мая 1929 года, Пенза) — российский и советский физик, специалист по физике полупроводников и квантовой радиофизике. Доктор физико-математических наук, профессор, академик РАЕН, лауреат Ленинской премии и Государственной премии СССР.

## Биография
Родился 24 мая 1929 года в Пензе в семье врача Михаила Алексеевича Попова (1887—1961).
Окончил пензенскую школу № 10 в 1947 году и в 1952 году Московский инженерно-физический институт (с 2009 года — Национальный исследовательский ядерный университет «МИФИ»). В 1957 году защитил кандидатскую диссертацию «Рассеяние π-мезонов на нуклонах в полуфеноменологической теории и в высшем приближении метода Тамма — Данкова» под руководством академика И. Е. Тамма, а в 1963 году — докторскую диссертацию на тему «Методы получения состояний с отрицательной температурой в полупроводниках» — первую диссертацию в области полупроводниковых лазеров.
С 1970 года — профессор в МИФИ.

## Научные достижения
Совместно с Н. Г. Басовым и Б. М. Вулом предложил идею создания полупроводниковых лазеров, эксимерных лазеров, возбуждаемых электронным пучком.
Совместно с И. А. Полуэктовым и В. С. Ройтбергом впервые предсказал эффект самоиндуцированной прозрачности в полупроводниках.
Основатель научной школы «Полупроводниковые лазеры». С 1993 года возглавляет лабораторию оптоэлектроники ФИАН имени П. Н. Лебедева, с 1995 года — член института электроинженеров США. Член диссертационного совета ФИАН.

## Публикации
Автор и соавтор более 250 научных работ, в том числе:
- Н. Г. Басов, О. Н. Крохин, Ю. М. Попов. «Генерация, усиление и индикация инфракрасного и оптического излучений с помощью квантовых систем Архивная копия от 15 октября 2008 на Wayback Machine», 72(10) (1960).
- В. С. Ройтберг, И. А. Полуэктов, Ю. М. Попов. «Эффект самоиндуцированной прозрачности Архивная копия от 14 сентября 2013 на Wayback Machine», 114(9) (1974).

## Награды
- Ленинская премия (в составе группы, за 1964 год) — за фундаментальные исследования, приведшие к созданию полупроводниковых квантовых генераторов[1]
- Орден Трудового Красного Знамени (1975)
- Государственная премия СССР (в составе группы, за 1978 год) — за разработку физических принципов, создание и исследование газовых лазеров, возбуждаемых с использованием ионизирующего излучения[1]
- Заслуженный деятель науки Российской Федерации (1999)
- Премия имени А. Ф. Иоффе (2002) — за цикл работ по катодолюминесценции и полупроводниковым лазерам с катодно-лучевой накачкой
- Золотая медаль имени Н. Г. Басова (15.12.2015) — за цикл работ «Мощные инжекционные лазеры и их применения»[1]